# Ivan Jakovčič
Ivan Jakovčić, hrvaški politik, * 15. november 1957, Poreč, LR Hrvaška, SFRJ.
Od leta 2001 do 2013 je vodil Istrsko županijo.